# Rod Taylor
Rod Taylor, all'anagrafe Rodney Sturt Taylor (Sydney, 11 gennaio 1930 – Los Angeles, 7 gennaio 2015), è stato un attore australiano naturalizzato statunitense.

## Biografia
Nativo di Lidcombe, sobborgo di Sydney, figlio unico di William Stuart Taylor, imprenditore di costruzioni d'acciaio, e di Mona Stewart Taylor, autrice di giochi e libri per bambini, frequentò l'Accademia Tecnica e delle Belle Arti di Sydney. Gli studi di pittura lo portarono per un certo periodo a dipingere prima di dedicarsi definitivamente alla recitazione.
Decise di diventare un attore dopo aver visto recitare Laurence Olivier in un tour di produzione in Australia. Dopo un'iniziale esperienza di teatro e di cinema in patria, alla metà degli anni cinquanta raggiunse Hollywood e, dopo qualche particina a partire dal 1951, ebbe il suo primo ruolo di un certo rilievo nel film storico Il favorito della grande regina (1955) di Henry Koster, al fianco di Bette Davis, cui seguirono altre partecipazioni di successo in film quali Pranzo di nozze (1956) di Richard Brooks, con protagonista ancora la Davis, Il gigante (1956) di George Stevens, L'albero della vita (1957) di Edward Dmytryk, Tavole separate (1958) di Delbert Mann, Tutte le ragazze lo sanno (1958) di Charles Walters e L'uomo che visse nel futuro (1960) di George Pal, che lo consacrò definitivamente alla fama grazie al ruolo dell'inventore George Wells, che compie una serie di viaggi nel tempo su una speciale macchina di propria ideazione.
Dopo aver interpretato il ruolo del giornalista Glenn Evans nella serie televisiva Hong Kong (1960-1961), prodotta dalla ABC, ed avere prestato la voce al personaggio di Pongo in La carica dei cento e uno (1961) prodotto da Walt Disney, ottenne il suo ruolo più memorabile nel celebre thriller Gli uccelli (1963) di Alfred Hitchcock, di cui fu protagonista accanto all'esordiente Tippi Hedren, interpretando lo scaltro avvocato Mitch Brenner. In seguito continuò a dividere la propria attività tra cinema e televisione, fondando anche una propria casa di produzione, la Rodler Inc., per la produzione di telefilm. Dopo il capolavoro di Hitchcock recitò in numerosi film e di vario genere, tra cui International Hotel (1963) di Anthony Asquith, La veglia delle aquile (1963) di Delbert Mann, Una domenica a New York (1964) di Peter Tewksbury, Destino in agguato (1964) di Ralph Nelson, Il magnifico irlandese (1965) di John Ford, La mia spia di mezzanotte (1966) di Frank Tashlin, Intrighi al Grand Hotel (1967) di Richard Quine, Arrest! (1968) di Ralph Thomas, I contrabbandieri del cielo (1968) di Joseph Sargent, Zabriskie Point (1970) di Michelangelo Antonioni, Quel maledetto colpo al Rio Grande Express (1973) di Burt Kennedy, Gli eroi (1973) di Duccio Tessari, Benvenuti a Woop Woop (1997) di Stephan Elliott. Per la televisione, nel 1983 partecipò alla serie Masquerade. La sua ultima apparizione sul grande schermo risale a Bastardi senza gloria (2009) di Quentin Tarantino.
Rod Taylor si sposò tre volte: con le modelle Peggy Williams (1951-1954) e Mary Hilem (1963-1969), e con Carol Kikumura (1980-2015). Morì il 7 gennaio 2015, quattro giorni prima del suo 85° compleanno, per un attacco cardiaco nella sua abitazione di Los Angeles.

## Filmografia

### Cinema
- Inland with Sturt, regia di Hugh McInnes (1951)
- King of the Coral Sea, regia di Lee Robinson (1953)
- Il ciclone dei Caraibi (Long John Silver), regia di Byron Haskin (1954)
- Il favorito della grande regina (The Virgin Queen), regia di Henry Koster – non accreditato (1955)
- Nessuno mi fermerà (Top Gun), regia di Ray Nazarro (1955)
- La baia dell'inferno (Hell on Frisco Bay), regia di Frank Tuttle (1955)
- Il gigante (Giant), regia di George Stevens (1955)
- Mondo senza fine (World Without End), regia di Edward Bernds (1956)
- Pranzo di nozze (The Catered Affair), regia di Richard Brooks (1956)
- Supplizio (The Rack), regia di Arnold Laven – non accreditato (1956)
- L'albero della vita (Raintree County), regia di Edward Dmytryk (1957)
- Step Down to Terror, regia di Harry Keller (1958)
- Tavole separate (Separate Tables), regia di Delbert Mann (1958)
- Tutte le ragazze lo sanno (Ask Any Girl), regia di Charles Walters (1958)
- L'uomo che visse nel futuro (The Time Machine), regia di George Pal (1960)
- La regina delle Amazzoni, regia di Vittorio Sala (1960)
- La carica dei cento e uno (One Hundred and One Dalmatians), regia di Wolfgang Reitherman, Hamilton Luske e Clyde Geronimi (1961) – voce di Pongo
- Il dominatore dei 7 mari, regia di Rudolph Maté (1962)
- Gli uccelli (The Birds), regia di Alfred Hitchcock (1963)
- International Hotel (The V.I.P.s), regia di Anthony Asquith (1963)
- La veglia delle aquile (A Gathering of Eagles), regia di Delbert Mann (1963)
- Una domenica a New York (Sunday in New York), regia di Peter Tewksbury (1964)
- Destino in agguato (Fate Is the Hunter), regia di Ralph Nelson (1964)
- Le ultime 36 ore (36 Hours), regia di George Seaton (1965)
- Il magnifico irlandese (Young Cassidy), regia di John Ford (1965)
- S.S.S. sicario servizio speciale (The Liquidator), regia di Jack Cardiff (1965)
- Non disturbate (Do Not Disturb), regia di Ralph Levy (1965)
- La mia spia di mezzanotte (The Glass Bottom Boat), regia di Frank Tashlin (1966)
- Intrighi al Grand Hotel (Hotel), regia di Richard Quine (1967)
- Vivere da vigliacchi, morire da eroi (Chuka), regia di Gordon Douglas (1967)
- Buio oltre il sole (The Mercenaries), regia di Jack Cardiff (1968)
- Arrest! (Nobody Runs Forever), regia di Ralph Thomas (1968)
- I contrabbandieri del cielo (The Hell with Heroes), regia di Joseph Sargent (1968)
- Zabriskie Point, regia di Michelangelo Antonioni (1970)
- Grande caldo per il racket della droga (Darker Than Amber), regia di Robert Clouse (1970)
- Intrigo pericoloso (The Man Who Had Power Over Women), regia di John Krish (1970)
- Powderkeg, regia di Douglas Heyes (1971)
- Quel maledetto colpo al Rio Grande Express (The Train Robbers), regia di Burt Kennedy (1973)
- Gli eroi, regia di Duccio Tessari (1973)
- Trader horn il cacciatore bianco (Trader Horn), regia di Reza Badiyi (1973)
- La rossa ombra di Riata (The Deadly Trackers), regia di Barry Shear (1973)
- Wehrmacht i giorni dell'ira (Partizani), regia di Stole Jankovic (1974)
- Blondy, regia di Sergio Gobbi (1976)
- The Picture Show Man, regia di John Power (1977)
- The Treasure Seekers, regia di Henry Levin (1979)
- A Time to Die, regia di Matt Cimber e Joe Tornatore (1982)
- On the Run, regia di Mende Brown (1983)
- Mask of Murder, regia di Arne Mattsson (1985)
- Marbella, un golpe de cinco estrella, regia di Miguel Hermoso (1985)
- Point of Betrayal, regia di Richard Martini (1995)
- Open Season, regia di Robert Wuhl (1995)
- Benvenuti a Woop Woop (Welcome to Woop Woop), regia di Stephan Elliott (1997)
- KAW - L'attacco dei corvi imperiali (Kaw), regia di Sheldon Wilson (2007)
- Bastardi senza gloria (Inglourious Basterds), regia di Quentin Tarantino (2009)

### Televisione
- Studio 57 – serie TV, 2 episodi (1955)
- Lux Video Theatre – serie TV, 2 episodi (1955)
- Cheyenne – serie TV, 1 episodio (1955)
- Suspicion – serie TV, 1 episodio (1957)
- Schlitz Playhouse of Stars – serie TV, 1 episodio (1958)
- Studio One – serie TV, 1 episodio (1958)
- Lux Playhouse – serie TV, 1 episodio (1958)
- Playhouse 90 – serie TV, 5 episodi (1958-1959)
- Ai confini della realtà (The Twilight Zone) – serie TV, episodio 1x11 (1959)
- I racconti del West (Dick Powell's Zane Grey Theatre) – serie TV, 1 episodio (1960)
- Goodyear Theatre – serie TV, episodio 3x10 (1960)
- General Electric Theater – serie TV, 2 episodi (1957-1960)
- Westinghouse Desilu Playhouse – serie TV, episodio 2x12 (1960)
- Hong Kong – serie TV, 26 episodi (1960-1961)
- Bus Stop – serie TV, episodio 1x05 (1961)
- The DuPont Show of the Week – serie TV, 1 episodio (1962)
- ITV Television Playhouse – serie TV, 1 episodio (1963)
- Bearcats! – serie TV, 14 episodi (1971)
- Family Flight, regia di Marvin J. Chomsky – film TV (1972)
- A Matter of Wife... and Death, regia di Marvin J. Chomsky – film TV (1976)
- Alla conquista dell'Oregon (The Oregon Trail) – serie TV, 13 episodi (1976-1977)
- Il brivido dell'imprevisto (Tales of the Unexpected) – serie TV, episodio 2x04 (1980)
- Cry of the Innocent, regia di Michael O'Herlihy – film TV (1980)
- Hellinger's Law, regia di Leo Penn – film TV (1981)
- Jacqueline Bouvier Kennedy, regia di Steve Gethers – film TV (1981)
- Carlo e Diana - Una storia d'amore (Charles and Diana: A Royal Love Story), regia di James Goldstone – film TV (1982)
- Masquerade – serie TV, 13 episodi (1983-1984)
- Fuorilegge (Outlaws) – serie TV, 11 episodi (1986-1987)
- Falcon Crest – serie TV, 30 episodi (1988-1990)
- Palomino, regia di Michael Miller – film TV (1991)
- Grass Roots, regia di Jerry London – film TV (1992)
- La signora in giallo (Murder, She Wrote) – serie TV, episodi 11x20-12x06-12x07 (1995)
- The Warlord: Battle for the Galaxy, regia di Joe Dante – film TV (1998)
- Walker Texas Ranger (Walker, Texas Ranger) – serie TV, 4 episodi, di cui 5x26 (1996-2000)

## Doppiatori italiani
Nelle versioni in italiano dei suoi film, Rod Taylor è stato doppiato da:
- Giuseppe Rinaldi in Pranzo di nozze, L'albero della vita, Tavole separate, La regina delle Amazzoni, Gli uccelli, International Hotel, Una domenica a New York, Le ultime 36 ore, Il magnifico irlandese, La mia spia di mezzanotte, Buio oltre il sole
- Gianfranco Bellini in La baia dell'inferno, Il gigante
- Cesare Barbetti in Tutte le ragazze lo sanno, La veglia delle aquile
- Pino Locchi in Destino in agguato, S.S.S. sicario servizio speciale
- Gianni Bonagura in Renegade, Walker Texas Ranger
- Manlio Busoni in Il favorito della grande regina
- Corrado Pani in Mondo senza fine
- Renato De Carmine in L'uomo che visse nel futuro
- Renzo Palmer in Intrighi al Grand Hotel
- Sergio Graziani in Vivere da vigliacchi, morire da eroi
- Emilio Cigoli in Arrest!
- Rino Bolognesi in Quel maledetto colpo al Rio Grande Express
- Vittorio Di Prima in La rossa ombra di Riata
- Giorgio Piazza in Masquerade
- Carlo Reali in Bastardi senza gloria

Da doppiatore è sostituito da:
- Giuseppe Rinaldi in La carica dei cento e uno